# 城陵矶水文站
城陵矶水文站，通称城陵矶站，位于湖南省岳阳市城陵矶七里山的一座长江水文站，地处长江与洞庭湖的江湖汇流区。城陵矶水文站始建于1904年1月，国家一类精度水文站，是监测洞庭湖水情、沙情入汇长江干流的国家重要控制站，隶属于中华人民共和国水利部长江水利委员会水文局长江中游水文水资源勘测局岳阳分局。

## 沿革
1904年1月1日，城陵矶海关下设水文站，水尺设海关梯级码头，负责每日报告水位，主要为进出湖南的船舶服务。
1930年7月，由湘鄂湖江水文站上迁7500米，水位站改为水文站，在岳阳市北门渡口处设基本水尺，在七里山施测流量、含沙量。1935年9月由于抗日战争原因停测，1946年9月由扬子江水利委员会恢复测验，1950年1月领导机构为湖南省水利局，1952年4月后由长江水利委员会领导至今。